# Mount Frishman
Mount Frishman är ett berg i Antarktis. Det ligger i Östantarktis. Nya Zeeland gör anspråk på området. Toppen på Mount Frishman är 1 880 meter över havet, eller 181 meter över den omgivande terrängen. Bredden vid basen är 9,9 km.
Terrängen runt Mount Frishman är huvudsakligen kuperad, men norrut är den bergig. Trakten är obefolkad. Det finns inga samhällen i närheten.